# Lucius Julius Caesar (konsul 64 f.Kr.)
Lucius Julius Caesar (100-talet f.Kr.) var en romersk politiker och militär. Han var släkting till Julius Caesar och deltog i dennes fälttåg i Gallien som legat 52 f.Kr. Lucius Julius Caesar spelade en viss roll i Caesars fälttåg gentemot Pompejus den store under Romerska inbördeskriget (49 f.Kr. – 45 f.Kr.). Efter mordet på Caesar 44 f.Kr. allierade han sig med Marcus Antonius. 